# Zelkova sicula
Zelkova sicula là một loài thực vật có hoa trong họ Ulmaceae. Loài này được Di Pasq., Garfi & Quézel miêu tả khoa học đầu tiên năm 1992.

## Hình ảnh

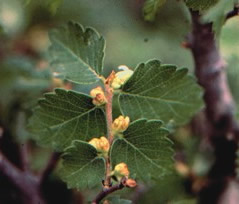
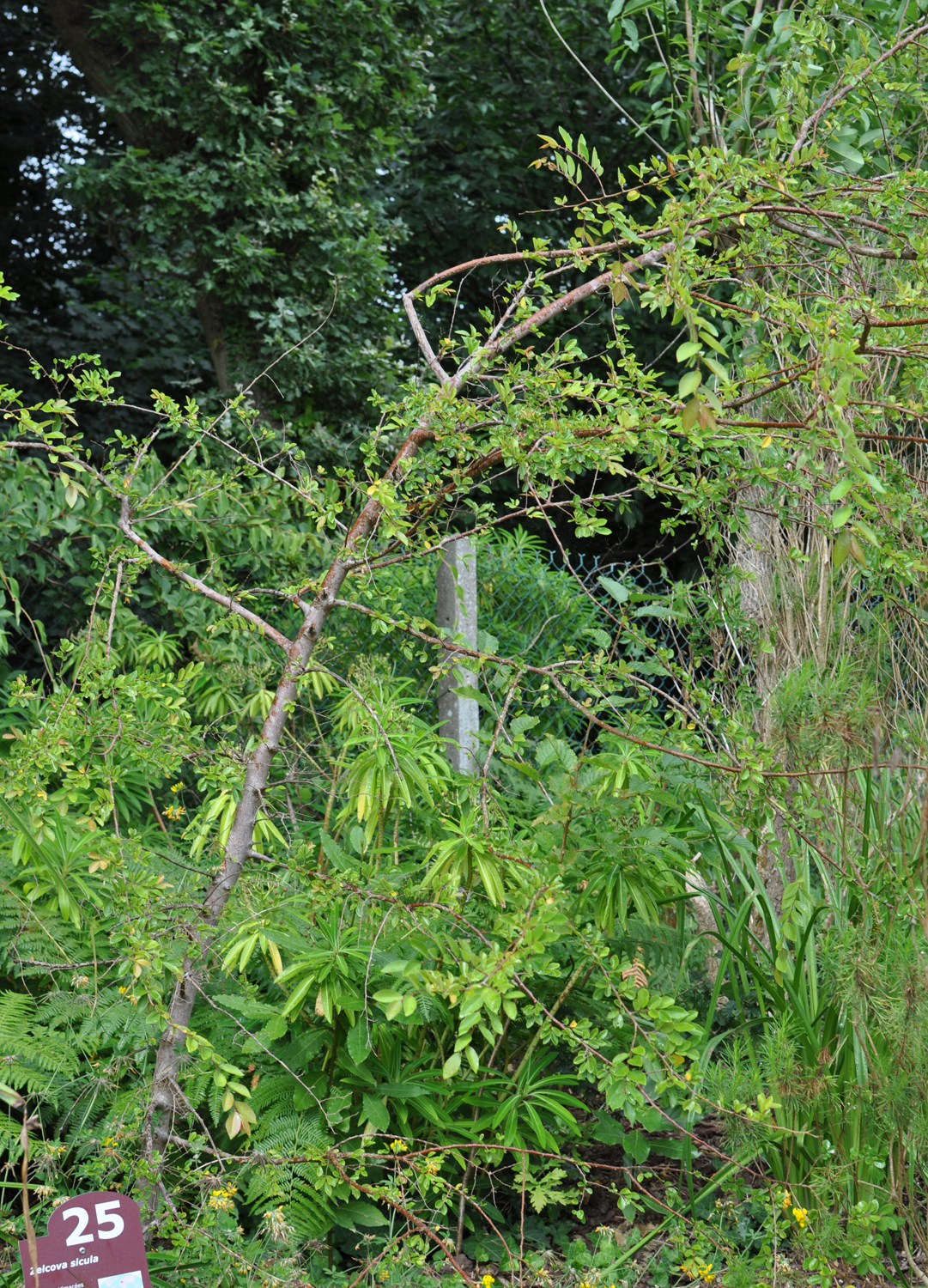
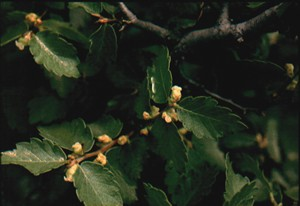
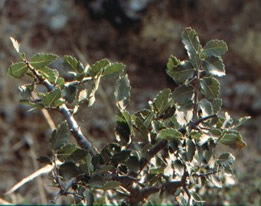